# Beat Breu
Beat Breu (født 23. oktober 1957 i St. Gallen) er en tidligere schweizisk landevejscykelrytter. I Tour de France 1982 vandt han den prestigefyldte etape på Alpe d'Huez, og en anden bjergetape i Saint-Lary-Soulan, og sluttede på sjette plads sammenlagt. Han vandt også Tour de Suisse to gange og en etape i Giro d'Italia 1981.